# Formulação tensorial covariante Galilei
A formulação tensorial covariante Galileana é um método para o tratamento da física não-relativística usando o grupo de Galilei estendido como o grupo de representação da teoria. A teoria é construída no cone de luz de um espaço de Minkowski em (4,1).
Takahashi et. al., em 1988, iniciou um estudo de simetria galileana, onde uma teoria de campo não relativística explicitamente covariante poderia ser desenvolvida. Anteriormente, em 1985, Duval et. al. construiu uma formulação tensorial semelhante no contexto da teoria de Newton-Cartan. Alguns outros autores também desenvolveram um formalismo tensorial galileano semelhante.

## Variedade de Galilei
As transformações de Galilei são
{\displaystyle {\textbf {x}}'=R{\textbf {x}}-{\textbf {v}}t+{\textbf {a}}}
{\displaystyle t'=t+{\textbf {b}}}
Onde {\displaystyle R} representa as rotações euclidianas tridimensionais,{\displaystyle {\textbf {v}}} é a velocidade relativa que determina os impulsos galileanos, a representa as translações espaciais e b, as translações temporais. Considere uma partícula de massa livre {\displaystyle m} ; a relação de casca de massa é dada por{\displaystyle p^{2}-2mE=0} .
Podemos então definir um 5-vetor,{\displaystyle p^{\mu }=(p_{x},p_{y},p_{z},m,E)=(p_{i},m,E)}, com {\displaystyle i=1,2,3} .
Assim, podemos definir um produto escalar do tipo
{\displaystyle p_{\mu }p_{\nu }g^{\mu \nu }=p_{i}p_{i}-p_{5}p_{4}-p_{4}p_{5}=p^{2}-2mE=k,}
onde
{\displaystyle g^{\mu \nu }=\pm {\begin{pmatrix}1&0&0&0&0\\0&1&0&0&0\\0&0&1&0&0\\0&0&0&0&-1\\0&0&0&-1&0\end{pmatrix}},}
é a métrica do espaço-tempo, e {\displaystyle p_{\nu }g^{\mu \nu }=p^{\mu }} .

### Álgebra de Galilei Estendida
Considere uma álgebra de Poincaré de cinco dimensões deixa a métrica {\displaystyle g^{\mu \nu }} invariante,
{\displaystyle [P_{\mu },P_{\nu }]=0,}
{\displaystyle {\frac {1}{i}}~[M_{\mu \nu },P_{\rho }]=g_{\mu \rho }P_{\nu }-g_{\nu \rho }P_{\mu }\,}
{\displaystyle {\frac {1}{i}}~[M_{\mu \nu },M_{\rho \sigma }]=g_{\mu \rho }M_{\nu \sigma }-g_{\mu \sigma }M_{\nu \rho }-g_{\nu \rho }M_{\mu \sigma }+\eta _{\nu \sigma }M_{\mu \rho }\,,}
Podemos escrever os geradores como
{\displaystyle J_{i}={\frac {1}{2}}\epsilon _{ijk}M_{jk},}
{\displaystyle K_{i}=M_{5i},}
{\displaystyle C_{i}=M_{4i},}
{\displaystyle D=M_{54}.}
As relações de comutação não nulas serão são reescritas como
{\displaystyle \left[J_{i},J_{j}\right]=i\epsilon _{ijk}J_{k},}
{\displaystyle \left[J_{i},C_{j}\right]=i\epsilon _{ijk}C_{k},}
{\displaystyle \left[D,K_{i}\right]=iK_{i},}
{\displaystyle \left[P_{4},D\right]=iP_{4},}
{\displaystyle \left[P_{i},K_{j}\right]=i\delta _{ij}P_{5},}
{\displaystyle \left[P_{4},K_{i}\right]=iP_{i},}
{\displaystyle \left[P_{5},D\right]=-iP_{5},}
{\displaystyle \left[J_{i},K_{j}\right]=i\epsilon _{ijk}K_{k},}
{\displaystyle \left[K_{i},C_{j}\right]=i\delta _{ij}D+i\epsilon _{ijk}J_{k},}
{\displaystyle \left[C_{i},D\right]=iC_{i},}
{\displaystyle \left[J_{i},P_{j}\right]=i\epsilon _{ijk}P_{k},}
{\displaystyle \left[P_{i},C_{j}\right]=i\delta _{ij}P_{4},}
{\displaystyle \left[P_{5},C_{i}\right]=iP_{i}.}
Uma importante subálgebra de Lie é
{\displaystyle [P_{4},P_{i}]=0}
{\displaystyle [P_{i},P_{j}]=0}
{\displaystyle [J_{i},P_{4}]=0}
{\displaystyle [K_{i},K_{j}]=0}
{\displaystyle \left[J_{i},J_{j}\right]=i\epsilon _{ijk}J_{k},}
{\displaystyle \left[J_{i},P_{j}\right]=i\epsilon _{ijk}P_{k},}
{\displaystyle \left[J_{i},K_{j}\right]=i\epsilon _{ijk}K_{k},}
{\displaystyle \left[P_{4},K_{i}\right]=iP_{i},}
{\displaystyle \left[P_{i},K_{j}\right]=i\delta _{ij}P_{5},}
{\displaystyle P_{4}} é o gerador das translações temporais ( hamiltoniano ), Pi é o gerador das translações espaciais ( operador de momento linear ), {\displaystyle K_{i}} é o gerador das transformações purais de Galilei, e {\displaystyle J_{i}} representa um gerador de rotações ( operador de momento angular ). O gerador {\displaystyle P_{5}} e {\displaystyle P^{2}-2P_{4}P_{5}} são invariantes Casimir adicion. Esta álgebra é isomórfica à Álgebra Galileana estendida em (3 + 1) dimensões com{\displaystyle P_{5}=M}, A carga central, interpretada como massa, e {\displaystyle P_{4}=H} . 

O terceiro invariante de Casimir é dado por {\displaystyle W_{\mu \,5}W^{\mu }{}_{5}}, Onde {\displaystyle W_{\mu \nu }=\epsilon _{\mu \alpha \beta \rho \nu }P^{\alpha }M^{\beta \rho }} é um análogo 5-dimensional do pseudovetor Pauli – Lubanski . 

## Estruturas de Bargmann
Em 1985, Duval, Burdet e Kunzle mostraram que a teoria da gravitação de Newton-Cartan quadridimensional pode ser reformulada como uma redução Kaluza-Klein da gravidade de Einstein de cinco dimensões ao longo de uma direção semelhante a nula. A métrica usada é a mesma que a métrica Galileana, mas com todas as entradas positivas
{\displaystyle g^{\mu \nu }={\begin{pmatrix}1&0&0&0&0\\0&1&0&0&0\\0&0&1&0&0\\0&0&0&0&1\\0&0&0&1&0\end{pmatrix}}.}
Este levantamento é considerado útil para modelos holográficos não relativísticos. Modelos gravitacionais nesta estrutura demonstraram calcular com precisão a precessão do mercúrio.